# لويس سلوتن
لويس ألكسندر سلوتن (1 ديسمبر 1910- 30 مايو 1946) عالم فيزياء وكيمياء كندي شارك في مشروع مانهاتن وهو البرنامج السري الذي جعل الولايات المتحدة تحصل على قنبلة نووية، في 21 مايو 1946، صنع سلوتن خطئًا التفاعل الانشطاري، مما أدى إلى نشر موجة من الإشعاع الثابت. وتم نقله إلى المستشفى، وتوفي من متلازمة الإشعاع الحادة بعد 9 أيام من إصابته أي في 30 مايو. اُعتُبر سلوتن بطلاً من قبل حكومة الولايات المتحدة لاستجابته السريعة لمنع انتقال الإشعاع لزملائه.